# Sistema T
Il  sistema T è composto da membrana cellulare invaginata organizzata in tubuli che decorrono perpendicolarmente alle miofibrille accoppiandosi a fianco dei sarcomeri.
Alle due estremità i tubuli si allargano, formando piccole cisterne fra le quali si trova il tubulo trasversale.
Questi sistemi T sono posti ad anello attorno a ciascun miocita e sono situati in corrispondenza delle linee Z. Si presume che l'apparato serva a portare il potenziale d'azione contemporaneamente a ogni fibrilla della cellula muscolare. Sezionando la miocellula longitudinalmente si possono notare le due cisterne del reticolo sarcoplasmatico e, in mezzo, una sezione del sistema T. L'insieme di queste tre strutture viene chiamato triade.